# Верхняя Зима
Верхняя Зима — деревня в Зиминском районе Иркутской области России. Входит в состав Батаминского муниципального образования.

## География
Находится примерно в 22 км к юго-западу от районного центра.

## Население
| 2002 | 2010 | 2011 | 2012 |
| ---- | ---- | ---- | ---- |
| 56   | ↗63  | →63  | ↘54  |

По данным Всероссийской переписи, в 2010 году в деревне проживали 63 человека (28 мужчин и 35 женщин).